# Oliver Kreuzer
Oliver Kreuzer (Mannheim, 13 november 1965) is een Duits voormalig betaald voetballer. Kreuzer speelde als centrale verdediger van 1985 tot 2002.  

## Carrière
Kreuzer speelde voor drie clubs gedurende zijn carrière: Karlsruher SC, FC Bayern München en FC Basel. Met Bayern werd hij tweemaal kampioen van Duitsland: in 1994 en 1997. Bovendien won hij met de club de UEFA Cup 1995/96 door in de finale op totaal met 5–1 te winnen van het Franse Girondins de Bordeaux (2–0 thuis, 1–3 uit). Met Basel won Kreuzer de Zwitserse dubbel. In 2002 werd hij Zwitsers landskampioen en won hij de Schweizer Cup. Hij beëindigde na afloop van dat seizoen zijn loopbaan.

## Erelijst
| Competitie    |                |                  |                |                |                |
| Competitie    | Bayern München | Bayern München   | Bayern München | Bayern München | Bayern München |
| ------------- | -------------- | ---------------- | -------------- | -------------- | -------------- |
| Bundesliga    | 2              | 1993/94, 1996/97 |                |                |                |
| UEFA Cup      | 1              | 1995/96          |                |                |                |
| Competitie    |                |                  |                |                |                |
| Basel         |                |                  |                |                |                |
| Super League  | 1              | 2001/02          |                |                |                |
| Schweizer Cup | 1              | 2002             |                |                |                |